# Nombre superparfait
En arithmétique, un nombre superparfait est un entier strictement positif n tel que
{\displaystyle \sigma ^{2}(n)=\sigma (\sigma (n))=2n},
où σ est la fonction somme des diviseurs. Les nombres superparfaits sont une généralisation des nombres parfaits. Le terme a été inventé par D. Suryanarayana (1969).
Les  premiers nombres superparfaits sont :
2, 4, 16, 64, 4096, 65536, 262144, 1073741824, etc. suite A019279 de l'OEIS
Pour illustrer : on peut voir que 16 est un nombre superparfait car σ(16) = 1 + 2 + 4 + 8 + 16 = 31, et σ(31) = 1 + 31 = 32, donc σ(σ(16) ) = 32 = 2 × 16.
Si n est un nombre superparfait pair, alors n doit être une puissance de 2, disons 2k, telle que le nombre de Mersenne 2 k+1 − 1 soit premier.
On ne sait pas s'il existe des nombres superparfaits impairs. Un nombre superparfait impair n devrait être un nombre carré tel que n ou σ(n) soit divisible par au moins trois nombres premiers distincts. Il n'y a pas de nombres superparfaits impairs en dessous de 7  × 1024.

## Généralisations
Les nombres parfaits et superparfaits sont des exemples de la classe plus large des nombres m-superparfaits, qui satisfont
{\displaystyle \sigma ^{m}(n)=2n,}
correspondant à m = 1 et 2 respectivement. Pour m ≥ 3 il n'y a pas de nombres m-superparfaits.
Les nombres m-superparfaits sont à leur tour des exemples de nombres (m, k)-parfaits qui satisfont
{\displaystyle \sigma ^{m}(n)=kn}.
Avec cette notation, les nombres parfaits sont (1, 2)-parfaits, les nombres multiparfaits sont (1, k)-parfaits, les nombres superparfaits sont (2, 2)-parfaits et les nombres m -superparfaits sont (m, 2)-parfaits.